# Neita durbani
Neita durbani är en fjärilsart som beskrevs av Henry Trimen 1887. Neita durbani ingår i släktet Neita och familjen praktfjärilar. Inga underarter finns listade i Catalogue of Life.